# Lawrence Stroll
Lawrence Stroll, geboren als Lawrence Sheldon Strulovitch (Montréal, 11 juli 1959), is een Canadees zakenman, miljardair en investeerder. Hij is vooral bekend als eigenaar van Aston Martin en als voormalig eigenaar van Tommy Hilfiger en Michael Kors.

## Biografie
Lawrence Stroll werd geboren in een Joodse familie in Montréal. Hij begon zijn carrière in de mode-industrie en bouwde een fortuin op door samen met zijn vader modehuizen zoals Pierre Cardin en later Polo Ralph Lauren naar Canada en Europa te brengen. Samen met zakenpartner Silas Chou investeerde hij in merken als Tommy Hilfiger en Michael Kors, die beide uitgroeiden tot wereldwijde succesverhalen.
Stroll behoort tot de rijkste Canadezen, met in 2025 een geschat vermogen van 3,8 miljard dollar.

### Autosport
Stroll is al van jongs af aan een fervent autoliefhebber en verzamelaar van Ferrari’s. Zijn passie voor autosport leidde ertoe dat hij aanzienlijke investeringen deed in de Formule 1. In 2018 leidde hij een consortium dat het failliete Force India F1 Team overnam en hernoemde tot Racing Point F1 Team.
In 2021 werd het team omgedoopt tot Aston Martin F1, waarmee Stroll de historische naam Aston Martin terugbracht naar de Formule 1-grid. Onder zijn leiding investeerde het team in nieuwe faciliteiten en een nieuw hoofdkantoor bij het Silverstone-circuit, met als doel Aston Martin een competitieve kracht in de Formule 1 te maken.

### Privé
Stroll is tweemaal getrouwd geweest. Stroll heeft uit een huwelijk met Belgisch modeontwerpster Claire-Anne Callens twee kinderen, Formule 1 coureur Lance Stroll en zangeres Chloe Stroll.